# Bolton (Massachusetts)
Bolton – miasto w Stanach Zjednoczonych, w stanie Massachusetts, w hrabstwie Worcester.